# Schneemann

Schneemann

Schneemann fue la mascota oficial de los Juegos Olímpicos de Innsbruck 1976, que se celebraron en Innsbruck en febrero de 1976.